# Ludvík V. Francouzský
Ludvík V. Francouzský (967? – 21. května 987), zvaný též Lenivý, byl západofranský král v letech 986 až 987 a také poslední legitimní mužský příslušník rodu Karlovců. Jeho otcem byl předchozí král Lothar I., matkou Emma, dcera italského krále Lothara II.
Ludvík byl korunován již 8. června 979, v první polovině 80. let byl akvitánským králem. Samostatnou vládu nastoupil po smrti svého otce v roce 986. Byl posledním Karlovcem na francouzském trůnu (jeho sídlo bylo v Laonu) a posledním mužským legitimním Karlovcem vůbec.
V roce 982 se oženil v Brioude s Adlétou z Anjou, přičemž ihned na to byli oba korunováni na krále a královnu Akvitánie. Manželství ale bylo bezdětné a vzhledem k věkovému rozdílu obou partnerů (Adléta byla asi o 20 let starší) bylo roku 984 zrušeno.
Ludvík V. zdědil po svém otci spory francouzských Karlovců s dynastií císaře Oty I., ve které měl císař, jako římský panovník moc nad francouzskými duchovními.
Král Ludvík V. zemřel bez přímých potomků 21. května 987 při lovecké nehodě. Jedním z potenciálních následníků se tak stal Ludvíkův strýc Karel Dolnolotrinský. Duchovní ale, stejně jako později papež Silvestr II., dosadili na trůn Huga Kapeta, který se prosadil svou vojenskou silou a také jakožto vnuk dřívějšího protikrále Roberta. Ludvík V. byl pohřben ve městě Compiègne.